# Район Мінамі (Кіото)
Райо́н Міна́мі (яп. 南区, みなみく, МФА: [mʲinamʲi ku]) — район міста Кіото префектури Кіото в Японії.  Площа становить 15,78 км². Станом на 1 жовтня 2017 року населення складало 100 950  осіб, густота населення — 6400 осіб/км².

## Назва
Мінамі — дослівно: «Південний район»

## Історія
- 1889 — утворено 6 сіл на території майбутнього району Мінамі.
- 1918 — приєднано села Оуті[2] та Сітідзьо[3] повіту Кадоно, а також частину сіл Хіґасі-Кудзьо[4] та Камі-Тоба[5] повіту Кії до складу району Сімоґьо міста Кіото.
- 1931 — приєднано село Кіссьоїн[6] та решту села Камі-Тоба до складу району Сімоґьо.
- 1 вересня 1955 — виокремлено міський район Мінамі зі складу району Сімоґьо.
- 1 листопада 1959 — приєднано село Кусе[7] повіту Отокуні до складу району Мінамі.

## Пам'ятки і установи
- Тодзі
- Расьомон